# Kleine vechtkwartel
De kleine vechtkwartel (Turnix velox) is een vogel uit de familie Turnicidae (Vechtkwartels).

## Verspreiding en leefgebied
Deze soort is endemisch in Australië.

## Externe link

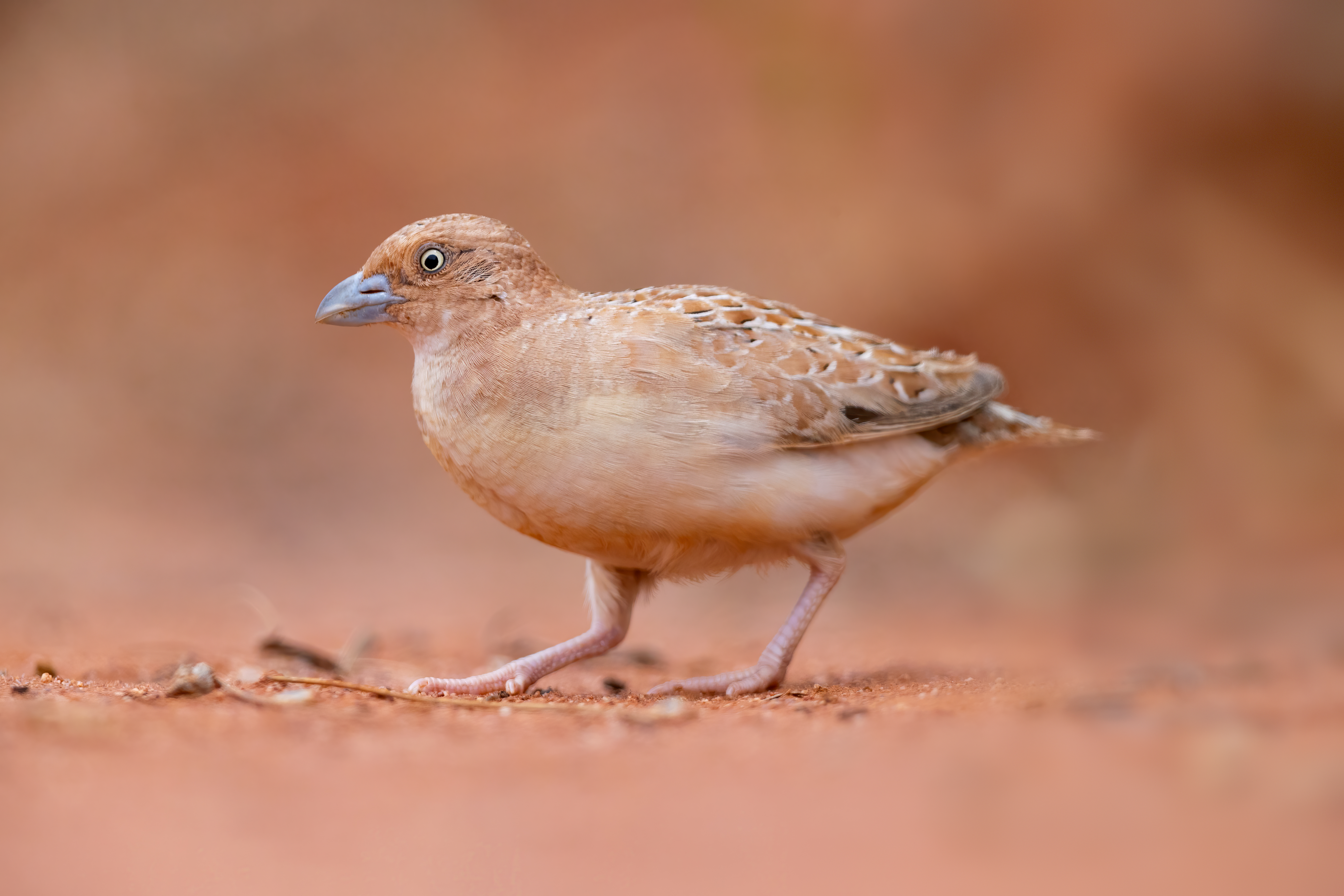